# Alhambra Theatre
Pour les articles homonymes, voir Alhambra.
 (octobre 2019).
Si vous disposez d'ouvrages ou d'articles de référence ou si vous connaissez des sites web de qualité traitant du thème abordé ici, merci de compléter l'article en donnant les références utiles à sa vérifiabilité et en les liant à la section « Notes et références ».
L'Alhambra est une salle de théâtre et de music hall populaire située sur le côté est de Leicester Square, dans le West End de Londres.
Construit et inauguré le 18 mars 1854 sous le nom de Panopticon royal des sciences et des arts (The Royal Panopticon of Science and Arts), il ferme après deux ans et rouvre sous le nom d'Alhambra. Le bâtiment, de style mauresque, est démoli en 1936.
Le nom d'Alhambra est une référence aux splendeurs du palais mauresque de l'Alhambra à Grenade, en Espagne et est également adopté par de nombreux théâtres et salles de musique tant britanniques — notamment à Bradford, Hull et Glasgow — que dans d'autres pays européens, comme la salle située à Bruxelles, et aux États-Unis à Sacramento.